# Raión de Chorni Yar
El raión de Chorni Yar (ruso: Черноя́рский райо́н) es un distrito administrativo y municipal (raión) ruso perteneciente a la óblast de Astracán. Se ubica en el noroeste de la óblast. Su capital es Chorni Yar.
En 2021, el raión tenía una población de 18 331 habitantes. Tres cuartas partes de los habitantes son étnicamente rusos; la otra cuarta parte de la población se reparte entre muy diversas minorías, entre las cuales la más numerosa son los darguines, que no llegan a la décima parte de la población.
El raión es limítrofe al noroeste con la óblast de Volgogrado y al suroeste con Kalmukia.

## Subdivisiones
Comprende 17 localidades rurales agrupadas en dos asentamientos rurales: Ushakovka y Chorni Yar (la capital).